# بيفير
نهر بيفير يقع على بعد حوالي 20 كم غرب ألمانيا، وهو من الروافد الشمالية لنهر إمس. له ينابيع في غابة تويتوبورغ. نهر بيفير يمر خلال الجزء الشمالي من شمال الراين-وستفاليا ويصب في نهر إمس بالقرب من تيلجت (ويستبيفيرن). مدينة اوستبفرنتقع على ذات النهر.

## وصلات خارجية
- https://web.archive.org/web/20070928043237/http://www.beveraue.de/ (بالألمانية)

إحداثيات: 52°00′42″N 7°45′30″E / 52.01167°N 7.75833°E</span